# Franklin Center
The Franklin Center es un rascacielos localizado en el condado de Cook, en la ciudad de Chicago, Illinois. Este edificio es quinto más alto de dicho estado, ya que cuenta con un total de 60 pisos y una altura total de 307 metros. Además, esta obra arquitectónica constituye el edificio de mayor altura construido en el último cuarto del siglo XX. La estructura contrasta con el mayor rascacielos de Chicago, la Torre Willis, ubicada en la Calle Este Monroe 227, con quien limita al noreste y al este del edificio, encontramos al río de Chicago.
Su construcción se situó entre 1989 y abril de 1989, y consolidó la sede de oficinas regionales de American Telephone & Telegraph Company.

## Historia
Durante la década posterior a la disolución del monopolio de la compañía American Telephone & Telegraph, producida en el año de 1982, AT&T erigió varios edificios alrededor de Estados Unidos por orden de un tribunal. Entre dichos edificios se incluían el actual Sony Building, anteriormente llamado AT&T Building. Sin embargo, no fue hasta el 5 de abril de 1985 que AT&T publicó una solicitud de propuestas para edificios con el propósito de seleccionar una inmobiliaria para la construcción de este rascacielos. A dicha propuesta respondieron once compañías de las cuales resultó ganadora la inmobiliaria Stein & Co, la cual solicitó a Skidmore, Owings and Merrill como los diseñadores del proyecto. Finalmente el día 3 de abril de 1989, los empleados de AT&T comenzaron a ocupar las nuevas oficinas del AT&T Corporate Center.
Tishman Speyer adquirió el edificio en 2004 y cambió el nombre por el de Franklin Center.

## Arquitectura
Adrian Smith, de la compañía Skidmore, Owings and Merrill, se encargó del diseño del AT&T Corporate Center, uno de los más reconocidos edificios en el área de Chicago. Posee un estilo arquitectónico de tipo posmoderno y se encuentra revestido con granito. Para sus cimientos se utilizó acero. En su estructura destacan sus acentuadas líneas verticales, las cuales se basan en la verticalidad, un detalle gótico que da al edificio una apariencia de aquellos construidos en los años 1920. Es importante destacar que, en su mayoría, los rascacielos estadounidenses fueron construidos entre los años 1970 y 80.
El granito es de una tonalidad de rojo oscuro en la base del edificio, pero a medida que se eleva el rascacielos, los cambios de color van de rosa a beige en la parte superior. Por encima del quinto piso, los colores más claros de granito se encuentran protegidos por paneles de aluminio. La robustez del rascacielos es reminiscente del edificio de la Cámara de Comercio de Chicago.

### Interior
Los elevadores del Franklin Center fueron obra de la más grande compañía manufacturadora de ascensores de Estados Unidos, la Otis Elevator Company. Dichos elevadores se caracterizan por una serie de luces que otorgan al espacio una decoración de estilo moderno. El vestíbulo se extiende a través de la estructura y también posee una gran entrada paralela a la calle Monroe. El Franklin Center está unido con el Edificio USG a través de un atrio (diseñado por el mismo arquitecto) y ambos comparten un mismo estilo arquitectónico. 
Los vestíbulos del complejo se encuentran entre los más lujosos de la ciudad de Chicago, decorados con pisos y paredes de mármol estampado e incorporan una iluminación estilizada.

### Exterior
Semejante a los distintos edificios en la ciudad, a medida que se asciende esta torre integra con gran eficiencia una gama de luces llamativas especialmente por la noche. Otro de los aspectos sobresalientes del exterior del complejo es la disminución de la intensidad en las luces durante la migración de las aves, lo que reduce la tasa de mortalidad de las mismas en un 80%. El gerente de Franklin Center fue elogiado por dicho factor.

### Características
El Franklin Center ofrece a sus visitantes y a sus trabajadores un restaurante ubicado en la planta principal con un aforo de hasta 650 personas, más de 2 000 m² en dos niveles en los que se localizan las tiendas comerciales y estacionamiento para un total de 170 vehículos en la parte inferior de la estructura. Además, los trabajadores disfrutan de un lujoso salón de conferencias ubicado en el piso 60.

## Vías de comunicación alterna
El Franklin Center está ubicado cerca del extremo sureste de la pequeña localidad de Loop. Dos estaciones del Metro de Chicago están próximas al edificio: la estación Quincy localizada una cuadra al sur y la estación Washington y Wells dos cuadras al norte. Asimismo podemos encontrar la estación Unión, la cual está situada tres cuadras al este, ubicada en el Boulevard Jackson del centro empresarial, que provee a los pasajeros de ambos servicios, el Metra, que provee la estación LaSalle Street cuatro cuadras al sur del AT&T, y del Amtrak (redes de trenes interurbanas).

## Premios
- 1990: Premio a la Excelencia al Desarrollo Urbano, de la National Association of Industrial and Office Properties.
- 1992: Mejor Nuevo Edificio, otorgado por el grupo cívico de Chicago Friends of Downtown.
- 1997: Top 10 de las Propiedades Nacionales Más Valuables, lo otorgó The Wall Street Journal.
- 1998: Prix d'Excellence, Office Properties Worldwide, entregado por FIABCI International.

## Posición en el ranking de rascacielos de Chicago
Actualmente, el Franklin Center, es superado en altura por la Torre Willis, la Trump International Hotel and Tower, el Aon Center y el John Hancock Center, llegando a obtener el quinto lugar entre los rascacielos de la ciudad de Chicago. Se prevé que esto cambie cuando se complete la construcción del Wanda Vista que, en un futuro, tendrá 361 metros de la estructura. La altura oficial del edificio es de 270 metros, sin embargo más tarde aumentaría 37 metros para llegar así a 307 metros de altura, cuando el Council on Tall Buildings and Urban Habitat modificó las medidas convencionales para incluir antenas con fines decorativos, durante el altercado entre la Torre Willis y las Torres Petronas por alcanzar el título del rascacielos de mayor altura en el mundo.
| # | Nombre                              | Altura metros | Plantas | Año  |
| - | ----------------------------------- | ------------- | ------- | ---- |
| 1 | Torre Willis                        | 442           | 108     | 1974 |
| 2 | Trump International Hotel and Tower | 423           | 98      | 2009 |
| 3 | Aon Center                          | 346           | 83      | 1973 |
| 4 | John Hancock Center                 | 344           | 100     | 1969 |
| 5 | Franklin Center                     | 307           | 61      | 1989 |